# سیارک ۲۹۷۳۸
سیارک ۲۹۷۳۸ (به انگلیسی: 29738 Ivobudil، نامگذاری:1999BT8) بیست و نه هزار و هفتصد و سی و هشتمین سیارک کشف شده‌است که در ۲۳ ژانویه ۱۹۹۹ کشف شد.